# Río Seret
Sobre el río epónimo en el óblast de Lviv, véase Río Seret (Drohobych). No hay que confundirlo con el río Siret.
El río Seret (en ucraniano: Серет) es un río de Ucrania, un afluente por la izquierda del río Dniéster que fluye a través del óblast de Ternopil. Tiene una longitud de 248 km y una cuenca hidrográfica de 3900 km².
Las ciudades de Ternópil, Terebovlia y Chortkiv están a orillas de este río. Algunas de las más sangrientas luchas de la Gran Guerra tuvieron lugar a orillas del Seret.

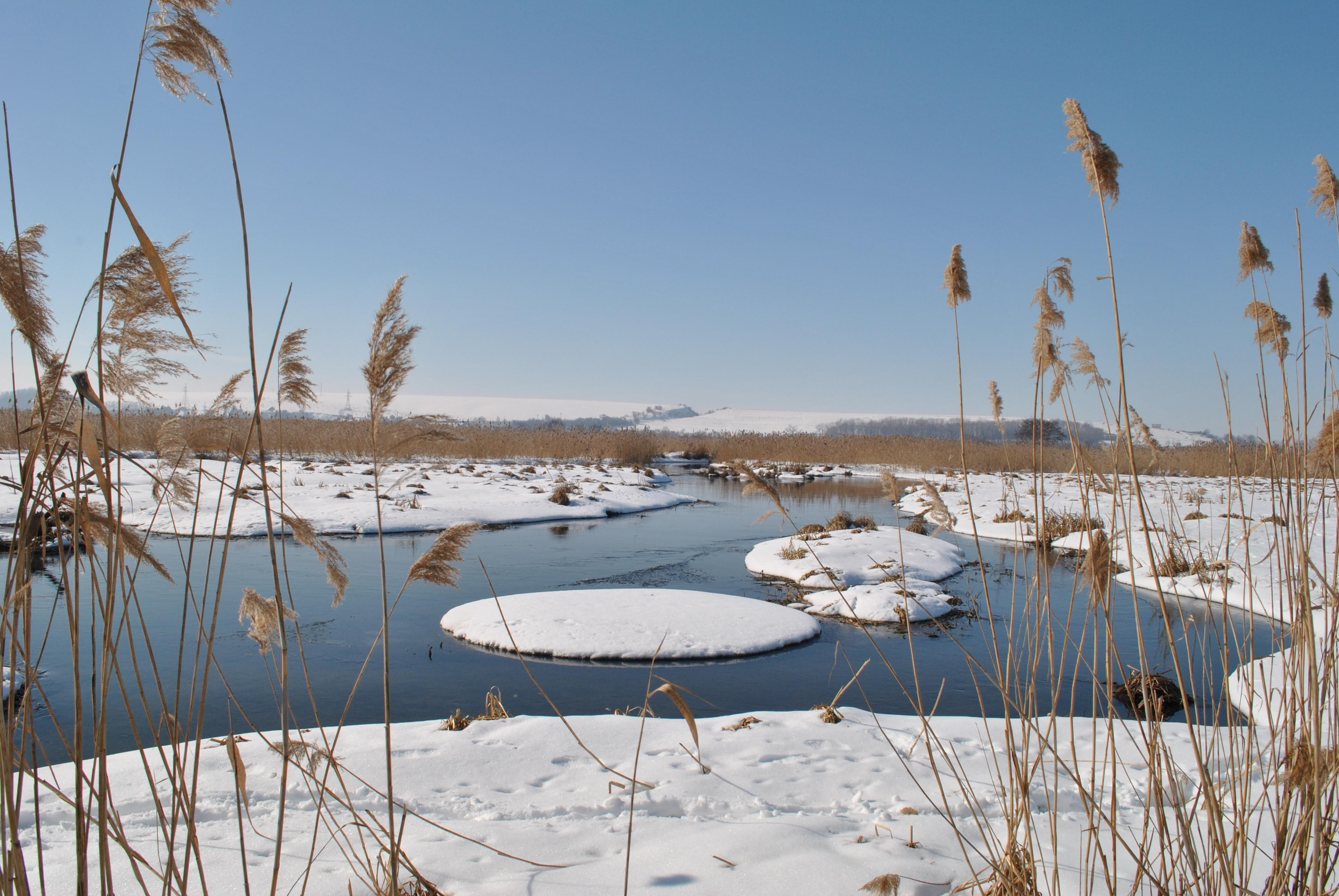
Seret a su paso por el raión de Ternópil.